# Amandelmot
De amandelmot (Cadra cautella) is een vlinder uit de familie snuitmotten (Pyralidae). De wetenschappelijke naam is voor het eerst geldig gepubliceerd in 1863 door Francis Walker.
De soort komt voor in Europa.